# 138626 Tanguybertrand
138626 Tanguybertrand è un asteroide della fascia principale. Scoperto nel 2000, presenta un'orbita caratterizzata da un semiasse maggiore pari a 3,015654 UA e da un'eccentricità di 0,108950, inclinata di 0,851009° rispetto all'eclittica.